# Groothertogdom Würzburg
Het groothertogdom Würzburg was een land in de Rijnbond dat bestond van 1806 tot 1814. Het grensde in het noordoosten aan de Ernestijnse hertogdommen, in het zuidoosten aan het koninkrijk Beieren, in het zuiden aan het koninkrijk Württemberg, in het zuidwesten aan het groothertogdom Baden en in het westen aan het groothertogdom Frankfurt. Het groothertogdom was de opvolger van het keurvorstendom Würzburg.
De keurvorst van Würzburg, Ferdinand, behoorde niet tot de ondertekenaars van de Rijnbondakte op 12 juli 1806 en bleef dus trouw aan zijn broer keizer Frans II. Pas nadat de keizer de kroon van het Rijk op 6 augustus 1806 had neergelegd en het Heilige Roomse Rijk had opgehouden te bestaan, trad Ferdinand op 25 september 1806 tot de Rijnbond toe.
- In het toetredingsverdrag werd in artikel 2 de titel van groothertog toegekend.
- In artikel 3 werd geregeld dat hij de gebieden van de Johannieter Orde (Maltezer Orde) kon inlijven.
- In artikel 4 werden de bezittingen van de graaf van Ortenburg, de baronieën Tann en Weihers en de bezittingen van de Rijksridderschap die enclaves vormen of op de grens met Saksen zijn gelegen onder de soevereiniteit van Würzberg gesteld: de mediatisering.

Op 17 mei 1807 werd er een grensverdrag met het groothertogdom Baden gesloten.
Op 26 mei 1810 werd met het koninkrijk Beieren het verdrag van Parijs gesloten, waarin de grenzen werden genormaliseerd. Het kwam erop neer dat het ambt Schlüsselfeld werd afgestaan aan Beieren en dat van Beieren gekregen werd het ambt Zeil (voormalig bezit van prinsbisdom Bamberg), de voormalige rijksstad Schweinfurt, de voormalige rijksdorpen Sennfelde en Gochsheim en delen van de gemediatiseerde gebieden van Schwarzenberg, Castell, Limpurg-Speckeld, Ortenburg-Tambach en Wiesentheid.
In het verdrag van Ried, dat Beieren op 8 oktober 1813 met Oostenrijk sloot, maakte Beieren zich los van Napoleon: het verliet de Rijnbond en sloot zich aan bij de Zesde Coalitie. Oostenrijk gaf in het verdrag de toezegging dat Beieren het groothertogdom Würzburg kon overnemen. Enkele dagen later werd Napoleon in de slag bij Leipzig (16–19 oktober) verslagen door de Coalitie, waarbij Beieren nog niet betrokken was; wel trachtten Beiers-Oostenrijkse troepen vergeefs de terugtrekkende Franse troepen af te snijden bij Hanau (30–31 oktober) en vanaf La Rothière (1 februari 1814) droeg Beieren succesvol bij aan de val van Napoleon met het Verdrag van Fontainebleau (11 april). Op 3 juni 1814 nam Beieren het groothertogdom Würzburg ook daadwerkelijk in bezit. Het Congres van Wenen van 1815 bevestigde de overname en ook de restauratie van het groothertogdom Toscane voor Ferdinand, die daar op 1 mei 1814 de regering daar weer had aanvaard en bij het Verdrag van Parijs (30 mei 1814) voor het verlies van Würzburg met Elba, Piombino en de Stato degli presidii was gecompenseerd.